# 帕尔莱罗米伊
帕尔莱罗米伊（法語：Pars-lès-Romilly，法語發音：[paʁ lɛ ʁɔmiji]，意为“罗米伊附近的帕尔”）是法国奥布省的一个市镇，属于塞纳河畔诺让区。

## 地理
帕尔莱罗米伊（48°29'10"N, 3°43'55"E）面积17.88 平方千米，位于法国大東部大區奥布省，该省份为法国中北部省份，北起马恩省，西接塞纳-马恩省，西南至约讷省，东南至科多尔省，东临上马恩省。
与帕尔莱罗米伊接壤的市镇（或旧市镇、城区）包括：热拉讷、迈济耶尔-拉格朗德帕鲁瓦斯、奥里尼勒塞克、奥塞莱特鲁瓦迈松、塞纳河畔罗米伊、圣伊莱尔苏罗米伊、圣马丹德博斯奈。

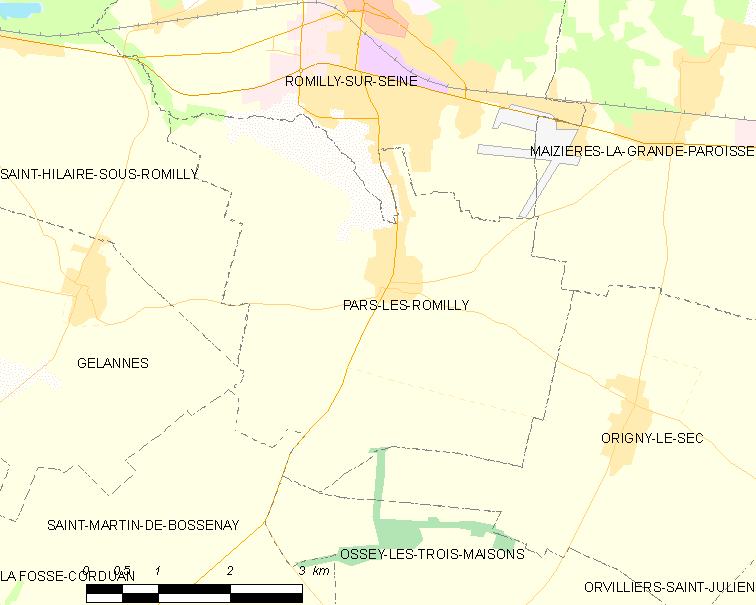
帕尔莱罗米伊的OSM定位图

帕尔莱罗米伊的时区为UTC+01:00、UTC+02:00（夏令时）。

## 行政
帕尔莱罗米伊的邮政编码为10100，INSEE市镇编码为10280。

## 政治
帕尔莱罗米伊所属的省级选区为塞纳河畔罗米伊县。

## 人口

1962-2008年间帕尔莱罗米伊人口变化图示

帕尔莱罗米伊于2022年1月1日时的人口数量为834人。